# Marie van Hanau-Hořowitz

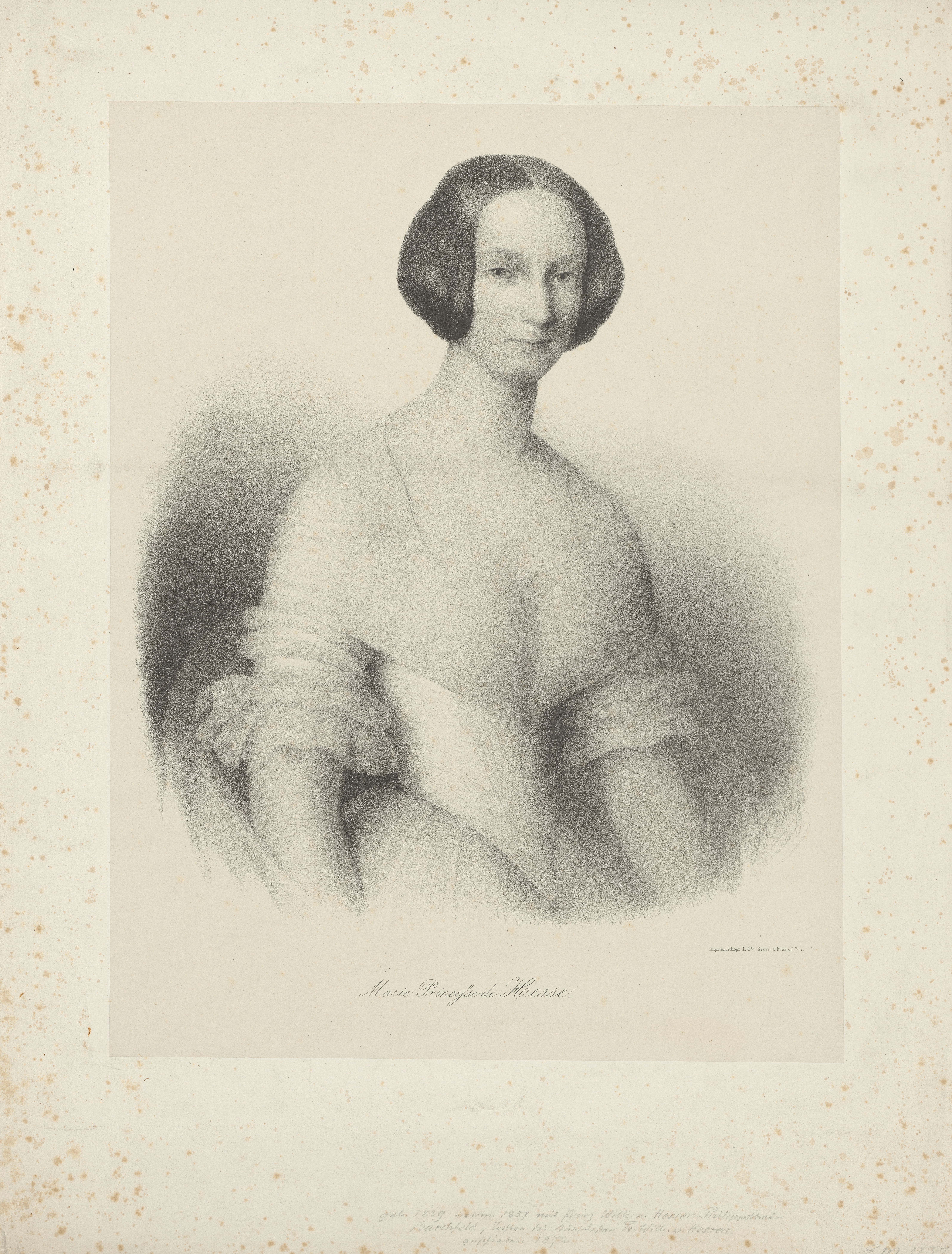
Marie van Hanau-Hořowitz

Marie van Hanau-Hořowitz (Schloss Wilhelmshöhe, 22 augustus 1839 - Bonn, 26 maart 1917) was de jongste dochter van keurvorst Frederik Willem I van Hessen-Kassel, uit diens morganatisch huwelijk met Gertrude Falkenstein. 
Op 27 december 1857 trad ze in Burgsteinfurt in het  huwelijk met Willem van Hessen-Philippsthal-Barchfeld, een zoon van landgraaf Karel van Hessen-Philippsthal-Barchfeld en Sophie van Bentheim en Steinfurt. Dit huwelijk was eveneens morganatisch. Het paar kreeg de volgende kinderen:
- Friedrich von Ardeck (1858-1902)
- Karl von Ardeck (1861-1938)
- Elisabeth von Ardeck (1864-1919)
- Luise von Ardeck (1868-1959)

Het paar scheidde in 1872. Dat Marie zich niettegenstaande deze scheiding prinses van Hessen bleef noemen, stuitte op protest van de Hessische familie. Er werden zelfs rechtszaken aangespannen, die Marie uiteindelijk verloor. Hierop schreef zij de Pruisische koning Wilhelm met het verzoek haar een nieuw naam te verschaffen. Vanuit Berlijn werd haar vervolgens een lijst met mogelijke namen toegestuurd, waaruit Marie de naam Ardeck koos. Deze naam was afkomstig van de Burcht Ardeck. Hierop verleende de koning haar en haar kinderen in 1876 de titel prins(es) von Ardeck met het predicaat Doorluchtige Hoogheid. Met de jongste dochter stierf dit Pruisische, prinselijke geslacht in 1959 uit.
Haar man zou na de scheiding nog drie keer trouwen. Prinses Marie bleef ongetrouwd en vestigde zich, met haar kinderen, in Bonn.